# Nicolae Grigorescu (metrostation)
Nicolae Grigorescu is een metrostation in Boekarest, dat bediend wordt door de metrolijnen M1 en M3. Het station werd geopend op 28 december 1981 en is sinds 20 november 2008 een splitsingsstation voor de aparte trajecten van lijn 1 en 3. Het station heette oorspronkelijk Leontin Salăjăn naar een communistische legergeneraal. Sinds 1990 is het station genoemd naar de Roemeense schilder Nicolae Grigorescu. De dichtstbijzijnde stations op lijn 1 zijn Dristor en Titan.
Naast een eilandperron dat twee sporen bediend is er ook een zijperron in gebruik waarmee een derde spoor bediend wordt.
Van Dristor 2 tot Pantelimon:
Dristor 2 · Piața Muncii · Iancului · Obor · Ştefan cel Mare · Piața Victoriei · Gara de Nord 1 · Basarab · Crângaşi · Semănătoarea · Grozăveşti · Eroilor · Izvor · Piaţa Unirii · Timpuri Noi · Mihai Bravu · Dristor 1 · Nicolae Grigorescu · Titan · Costin Georgian · Republica · Pantelimon